# Grasleben
Grasleben er en kommune i den østlige del af Landkreis Helmstedt, i den østlige del af den tyske delstat Niedersachsen. Den har en befolkning på knap 4.500 mennesker, og er beliggende omkring 10 km nord for Helmstedt, og 20 km sydøst for Wolfsburg.
Grasleben er administrationsby for amtet (Samtgemeinde) Grasleben.

## Geografi
Kommunen ligger i Naturpark Elm-Lappwald. Den østlige kommunegrænse til byen Oebisfelde-Weferlingen er samtidig grænse til Landkreis Börde til delstaten Sachsen-Anhalt; Indtil Tysklands genforening i 1990 var den grænse til Østtyskland.
I Grasleben ligger landsbyen Heidwinkel.